# Skórzec (gmina)
Skórzec (daw. gmina Skurzec) – gmina wiejska w województwie mazowieckim, w powiecie siedleckim. W latach 1975–1998 gmina położona była w województwie siedleckim.
Siedziba gminy to Skórzec.
Według danych z 30 czerwca 2004 gminę zamieszkiwały 7114 osoby.

## Struktura powierzchni
Według danych z roku 2002 gmina Skórzec ma obszar 118,91 km², w tym:
- użytki rolne: 80%
- użytki leśne: 15%

Gmina stanowi 7,42% powierzchni powiatu.

## Demografia

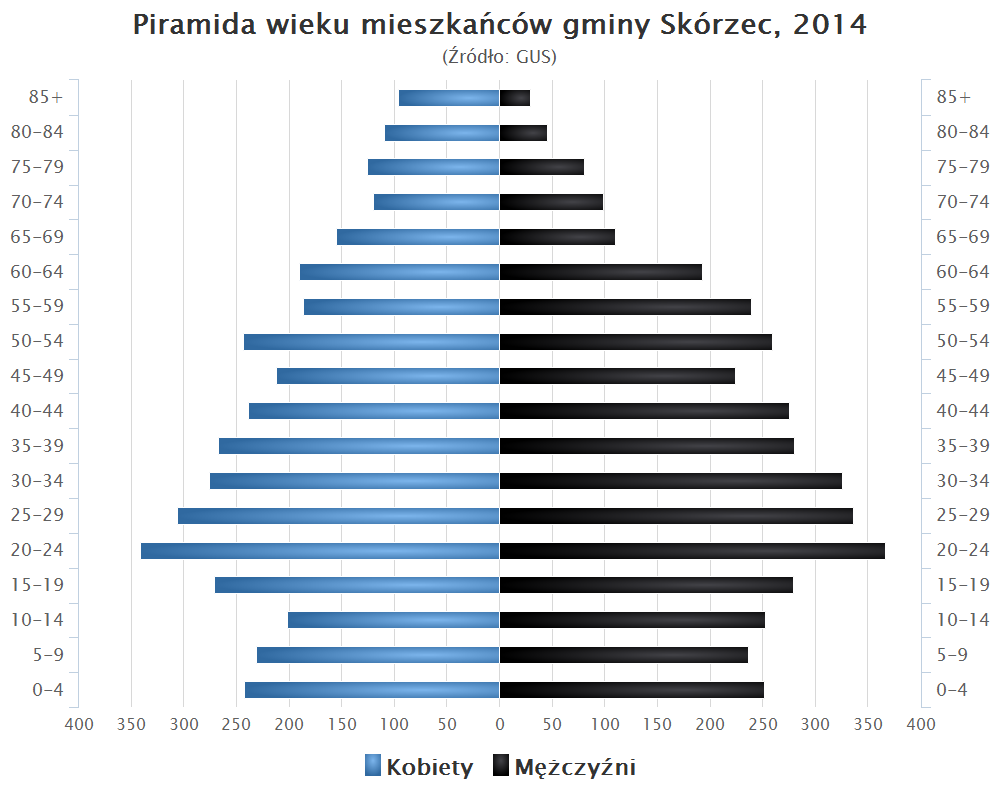
Piramida wieku mieszkańców gminy Skórzec w 2014 roku

Dane z 30 czerwca 2004:
| Opis                              | Ogółem | Ogółem | Kobiety | Kobiety | Mężczyźni | Mężczyźni |
| --------------------------------- | ------ | ------ | ------- | ------- | --------- | --------- |
| jednostka                         | osób   | %      | osób    | %       | osób      | %         |
| populacja                         | 7114   | 100    | 3522    | 49,5    | 3592      | 50,5      |
| gęstość zaludnienia (mieszk./km²) | 59,8   | 59,8   | 29,6    | 29,6    | 30,2      | 30,2      |

## Sołectwa
Boroszków, Czerniejew, Dąbrówka-Niwka, Dąbrówka-Ług, Dąbrówka-Stany, Dąbrówka-Wyłazy (sołectwa: Dąbrówka-Wyłazy I i Dąbrówka-Wyłazy II), Dobrzanów, Drupia, Gołąbek, Grala-Dąbrowizna, Kłódzie, Nowaki, Ozorów, Skarżyn, Skórzec, Stara Dąbrówka, Teodorów, Trzciniec, Wólka Kobyla, Żebrak, Żelków (sołectwa: Żelków I i Żelków II).
Miejscowość bez statusu sołectwa: Pieńki

## Sąsiednie gminy
Domanice, Kotuń, Mrozy, Siedlce, Wiśniew, Wodynie